# レディース・ゴルフ・ユニオン
レディース・ゴルフ・ユニオン（Ladies' Golf Union、略称LGU）もしくはイギリス女子ゴルフ連合はイギリスの女子ゴルフを統括していたゴルフ管轄団体。1893年創立。2017年1月1日をもってThe R&Aに統合された。

## 主催競技
LGUは女子ゴルフを統括する団体であり、男子はR&Aが統括していた。そのため男子の大会は一切行っていなかった。その他国際ゴルフ連盟の一員としてエスピリトサントトロフィーを共催していた。
- 全英女子オープン
- 全英女子アマチュアゴルフ選手権
- 全英女子ジュニアアマチュアゴルフ選手権
- 全英女子ミッドアマチュア選手権
- 全英女子シニア選手権
- Vagliano Trophy
- カーティスカップ（USGA共催）